# Karl Renner (Feuerwehrkommandant)

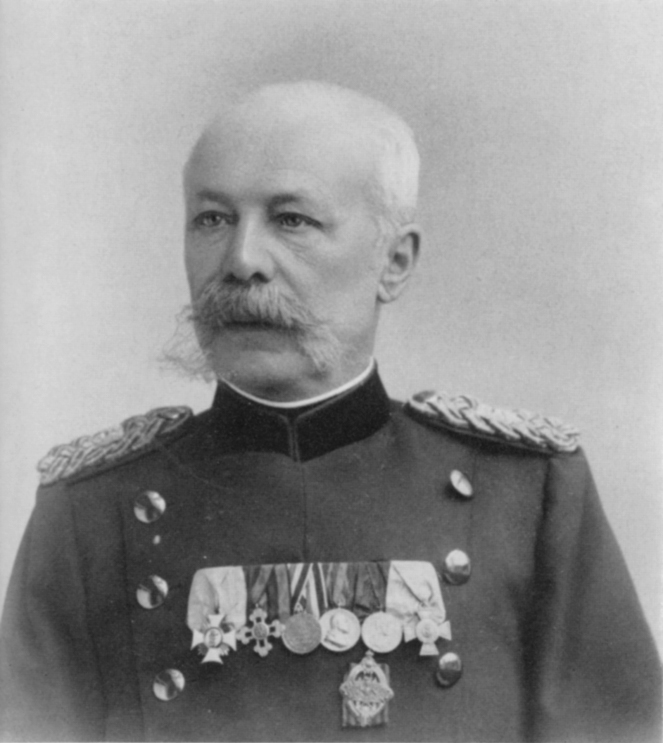
Karl Renner

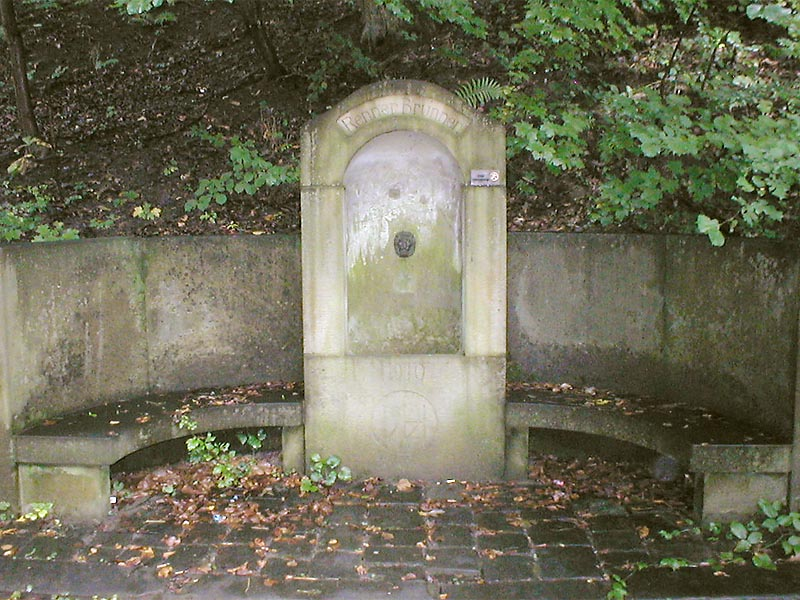
Rennerbrunnen beim Heilbronner Jägerhaus

Karl Renner (* 13. Mai 1833 in Heilbronn; † 22. September 1913 ebenda) war Kaufmann, langjähriger Feuerwehrkommandant in Heilbronn, Bezirksinspektor der Feuerwehren im Oberamt Heilbronn und württembergischer Landesfeuerwehrverbandsvorsitzender. Er erhielt zahlreiche Auszeichnungen. Ihm zu Ehren wurde der Rennerbrunnen beim Heilbronner Jägerhaus errichtet.

## Leben
Er war der älteste Sohn des Heilbronner Kaufmanns Ludwig Gottlieb Renner. Nach dem Schulbesuch in Heilbronn absolvierte er von 1848 bis 1851 eine dreijährige kaufmännische Ausbildung im schweizerischen Neuchâtel. Nach weiteren Lehr- und Wanderjahren kehrte er 1856 in seine Heimatstadt Heilbronn zurück und wurde im väterlichen Geschäft tätig, einer Tuch- und Teppichhandlung in der Heilbronner Sülmerstraße, die er später fortführte. Im Juni 1856 trat er freiwillig in die Steiger-Abteilung der gemischten Feuerwehr der Stadt Heilbronn ein. Er engagierte sich außerdem auch sonst im Feuerwehrwesen und wurde 1861 zum Obmann gewählt, 1872 dann als Feuerwehrkommandant in Heilbronn bestellt. 1874 wurde er Bezirksinspektor der Feuerwehren im Oberamt Heilbronn. 1882 wurde er in den Landesfeuerwehrausschuss berufen, 1891 wurde er Vorsitzender des Landesverbands. 1893 verkaufte er sein Handelsgeschäft und widmete sich vollauf dem Feuerwehrwesen, bevor er 1906 altersbedingt im Landesverband in den Ruhestand trat. Bezirksinspektor des Oberamts blieb er weiterhin bis zu seinem Tod.
Im Heilbronner Feuerwehrwesen machte er sich 1890 um die Umbildung der gemischten Feuerwehr (mit Pflichtfeuerwehrmännern) zu einer reinen Freiwilligen Feuerwehr verdient. Unter seiner Leitung an der Brandstelle wurden 299 Brände in Heilbronn bekämpft. Später wandte er sich neben dem Feuerschutz auch dem Hochwasserschutz der Stadt am Neckar zu. Unter seiner Leitung wurde 1893 in Heilbronn eine elektrische Feuermelde- und Alarmanlage als Weckerlinie mit zunächst zehn Alarmweckern eingerichtet. 1897 initiierte er die Konstruktion einer Benzinmotor-Feuerspritze, die bei der Glockengießerei Bachert in Kochendorf in Zusammenarbeit mit der Heilbronner Motorenfabrik Klunzinger gefertigt wurde.
Für seine Verdienste wurde Renner vielfach ausgezeichnet, unter anderem mit dem Ritterkreuz I. Klasse des württembergischen Friedrichs-Ordens, dem württembergischen Olga-Orden und dem bayerischen Verdienstkreuz. In der Bevölkerung wurde er aufgrund seiner mit silbernen Schulterspiegeln versehenen und mit Auszeichnungen geschmückten Uniform gemeinhin Major Renner genannt. Der Verschönerungsverein Heilbronn errichtete ihm zu Ehren 1910 den Rennerbrunnen beim Heilbronner Jägerhaus.
Nachdem er 1912 einen leichten Schlaganfall erlitten hatte, erlebte er die Feierlichkeiten zu seinem 80. Geburtstag im Mai 1913 noch bei verhältnismäßig guter Gesundheit, verstarb dann aber im September desselben Jahres. Seine Beisetzung in Heilbronn fand unter großer Anteilnahme der Bevölkerung statt.
Ein Sohn Karl Renners war der Generalleutnant und Pour-le-Mérite-Träger Theodor Ludwig Renner (1865–1950).